# Торевекија Пија
Торевекија Пија (итал. Torrevecchia Pia) је насеље у Италији у округу Павија, региону Ломбардија.
Према процени из 2011. у насељу је живело 1505 становника. Насеље се налази на надморској висини од 86 м.

## Становништво
Према резултатима пописа становништва 2011. у општини је живело 3.427 становника.
| 1931. | 1936. | 1951. | 1961. | 1971. | 1981. | 1991. | 2001. | 2011. |
| ----- | ----- | ----- | ----- | ----- | ----- | ----- | ----- | ----- |
| 2.109 | 2.088 | 1.994 | 1.710 | 1.541 | 1.478 | 1.634 | 2.515 | 3.427 |

## Партнерски градови
- Велка Битеш